# Con las manos llenas
Con Las Manos Llenas es el nombre del 6º álbum de estudió grabado por la cantante y actriz española Ana Belén. Lanzado por el sello discográfico CBS en 1980, contó con la producción de Danilo Vaona y Óscar Gómez Díaz. Algunas canciones destacadas del álbum son "El hombre del piano" una adaptación en español de la canción "Piano Man" escrita e interpretada por el músico americano Billy Joel y "Qué Será (O Qué Será)".

## Lista de Canciones
| Cara 1 |                         |                                                                                               |          |  |
| N.º    | Título                  | Letras                                                                                        | Duración |  |
| 1.     | «Qué Será (O Qué Será)» | Chico Buarque • Luis Gómez Escolar                                                            | 3:20     |  |
| 2.     | «No Volverán»           | Danilo Vaona • Enzo Giufre • Víctor Manuel (cantante)                                         | 4:45     |  |
| 3.     | «Banana Republic»       | Francesco De Gregori • Jim Rothermel • Steve Burgh • Steve Goodman • Víctor Manuel (cantante) | 3:12     |  |
| 4.     | «Canción Para David»    | Iñaki Egaña • Víctor Manuel (cantante)                                                        | 3:13     |  |
| 5.     | «De Esquina A Esquina»  | Víctor Manuel (cantante)                                                                      | 3:44     |  |

| Cara 2 |                            |                                                 |          |  |
| N.º    | Título                     | Letras                                          | Duración |  |
| 1.     | «El hombre del piano»      | Billy Joel • Víctor Manuel (cantante)           | 5:16     |  |
| 2.     | «Mucho Más»                | Dan Fogelberg • Luis Gómez Escolar              | 3:03     |  |
| 3.     | «Al Despertar»             | Gianni Gastaldo • Víctor Manuel (cantante)      | 4:03     |  |
| 4.     | «Quién Pudiera Saber Amar» | Juan Carlos Calderón • Víctor Manuel (cantante) | 3:52     |  |
| 5.     | «Es Mi Pueblo»             | Mariano Díaz • Víctor Manuel (cantante)         | 3:28     |  |